# Блуждающие огни

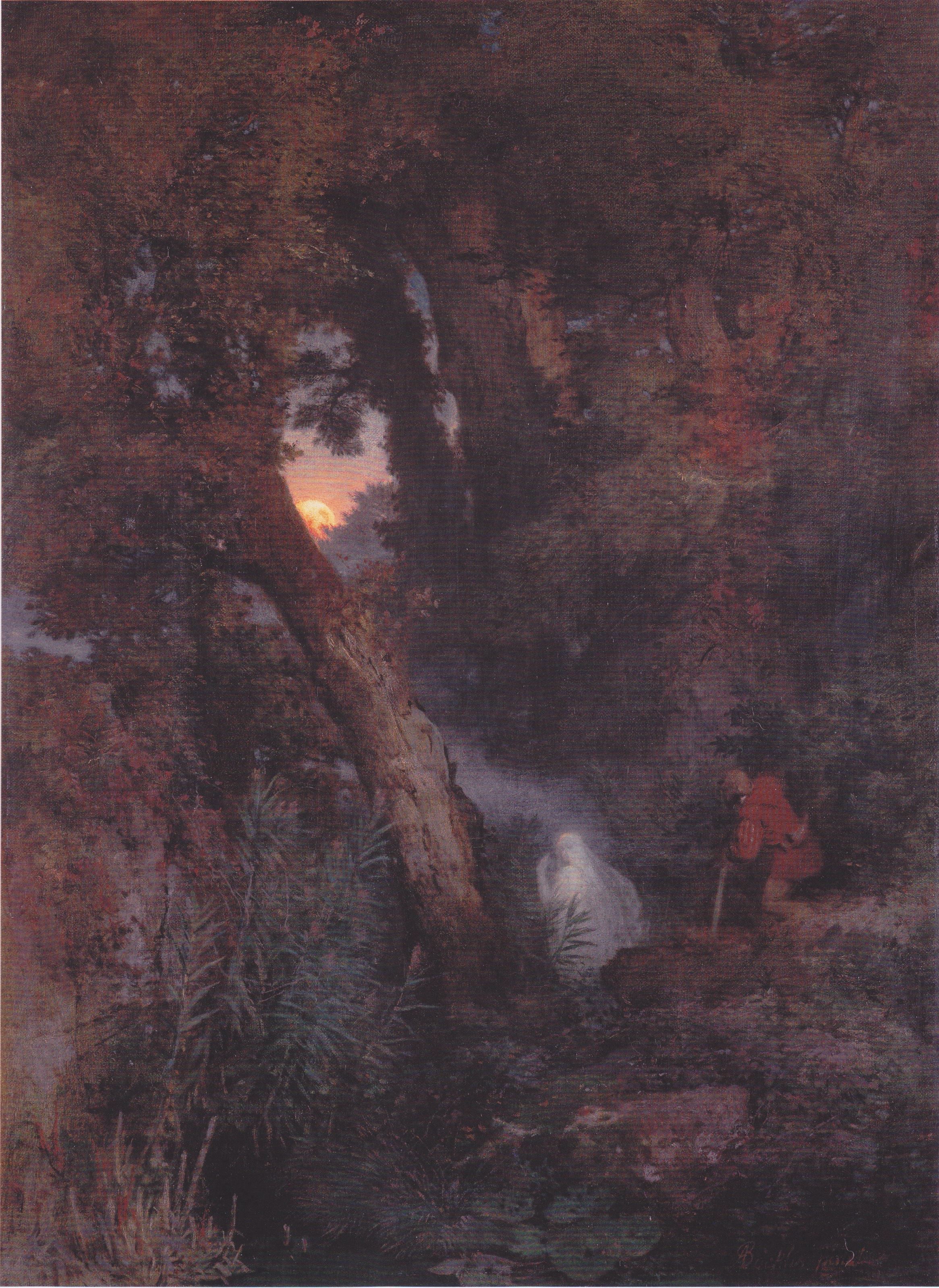
А. Бёклин. «Блуждающий огонь» (1862).

Блуждающие (болотные, бесовские) огни (огоньки) — редкие природные явления, наблюдаемые по ночам на болотах, полях и кладбищах.
Их непредсказуемое и таинственное появление с давних пор вызывает суеверия и затрудняет их научное исследование.
Болотные огни ещё в древние времена запугивали путников, наблюдаются они и в наше время. Существуют поверья, что одни огни по неизвестной причине настроены к людям довольно агрессивно или несут дурные вести, а другие напротив способны помочь в трудную минуту.
Чаще всего блуждающие огни горят на высоте приподнятой руки человека, имеют шарообразную форму или напоминают пламя свечи, за что они и получили другое своё прозвание — «свеча покойника». Цвет этого огня может быть различным, начиная от призрачного белого, голубоватого или зеленоватого и заканчивая живым пламенем, без образования дыма.

## В мифологии
О блуждающих, или бесовских огнях сложена масса легенд, их наблюдали в разное время на разных континентах. В Европе блуждающие огоньки считают душами утопленников, детей и людей, погибших насильственной смертью, а теперь застрявших между мирами, чтобы заманивать живых людей в трясину или губить иным способом. В Великобритании, и особенно в Уэльсе, блуждающие огоньки воспринимались как предвестники смерти. Соответственно, появление огней вблизи дома больного считалось дурной приметой.
Согласно славянским сказаниям, чаще всего блуждающие огни (блудички) появляются после 24 августа. Славяне верили, что это души утопленников или иных покойников, появляющиеся над своими могилами. Иногда блуждающие огни связывают и с кладами. Говорят, что это духи клада зажигают огоньки над спрятанным сокровищем, чтобы указать к нему дорогу. Однако такие сокровища прокляты нечистой силой и не приносят добра своему владельцу.
В англоязычном мире известны блуждающие огни Марфа и Саратога в Техасе, Мин-Мин в Австралии, Мако и Коричневой горы в Северной Каролине, Хорнет в Миссури.

## В художественной литературе
Помимо народных сказаний, блуждающие огни упоминаются в «Фаусте» Гёте, сказках Андерсена и Погорельского, в стихах Мандельштама, Волошина и многих других. В 2002 году канадский писатель Чарльз де Линт выпустил роман «Блуждающие огни».
В вокальном цикле «Зимний путь» Франца Шуберта есть романс под названием «Блуждающий огонь» (Irrlicht).

## Объяснение феномена
Предположение о том, что блуждающие огни представляют собой продукт возгорания газа, делалось ещё в XVI веке Людвигом Лафатером. Алессандро Вольта в 1776 году предположил, что к возгоранию природного газа, дающему эффект блуждающих огней, может приводить электрический разряд. Целенаправленные изыскания в этом направлении предпринял немецкий естествоиспытатель Людвиг Блессон, в первой половине 1810-х гг. лично посетивший ряд болотистых мест в Германии, известных частым появлением блуждающих огней; в итоговой статье «Наблюдения за блуждающими огнями» (англ. Observations on the Ignis Fatuus, or Will-with-the-Wisp, Falling Stars, and Thunder Storms; 1832) он засвидетельствовал, что наблюдаемые им огни представляли собой самовоспламеняющиеся газовые пузыри, поднявшиеся из глубин болота, — при этом в некоторых случаях Блессону удавалось зажечь от блуждающего огня лист бумаги, а в других случаях не удавалось, что свидетельствует о различном составе воспламенившегося газа. Однако уточнение возможного состава этого газа наталкивается на различные сложности. В частности, распространённая гипотеза о том, что блуждающие огни представляют собой самовозгорание газообразного фосфористого водорода, образующегося при гниении отмерших растительных и животных организмов, осложняется тем, что чистый фосфористый водород не воспламеняется при температуре ниже 100 градусов, и для его воспламенения при обычной температуре необходимо присутствие тех или иных примесей, в первую очередь дифосфина, уже способного к самовоспламенению. В качестве конкурирующих версий объяснения предлагалась биолюминесценция (например, опят или насекомых), в новейшее время — радиоактивные осадки, отражённый свет автомобильных огней, сотовых вышек и т. п. Дополнительную сложность современного исследования феномена составляет тот факт, что сообщения о нём практически прекратились — возможно, в силу изменений в окружающей среде.